# ジョスラン・ベール・ド・スミュール
ジョスラン・ベール・ド・スミュール（Josserand Bers de Semur,？- 994年）
中世フランスの貴族、スミュール＝アン＝ブリオネ（フランス語版）の封建領主であった人物。
母系を通じ、843年～877年迄の西フランク王であり、875年～877年迄の西ローマ皇帝及びイタリア王シャルル2世の曾孫に当たる。
ジョスランの発案により、スミュール領地内にドームス・フォルティス（ポルトガル語版）式の塔が建設された。
この塔は現在、フランスのブルゴーニュ地域圏のソーヌ・エ・ロワール県のコミューンに相当するスミュール＝アン＝ブリオネ（フランス語版）にあるサン＝マルタン＝ラ＝バレー小教区の宗教的従属性と強い結びつきをもっていた。

## 家族関係
ジョスランはフレーラン・ド・シャムレ、（仏：Fréelan de Chamelet,? -925年、他フロワラン・ド・シャロン、仏：Froilan de Chalon,他フレーラン・ド・シャミリー、仏：Fréelan de Chamillyとして知られる）とその妻ゴディルド・デュ・メーヌ（？ - 940年）の息子であった。
母ゴディルド・デュ・メーヌはメーヌ伯ゴドフロワ3世（ 897年 - 907年10月30日）と西フランク王女ゴディルド・ド・フランス（ 865 - 928 ）の娘でシャルル2世の外孫であり、王家の傍系にあたる。
ジョスランは、一説によるとブリウド副伯であったとされる人物の娘とされるリコエール(Ricoaire)と結婚した。
子女
1. ジョフロワ1世 [1] - （約950年 - 1015年）初婚でブリウド副伯ダルマス2世（955年 - ？）（ポルトガル語版）と妻アルドガルダの名前不明の娘と結婚、その後にマコン家のランベール（930年 - 978年2月22日と）ヴェルマンドワ女伯アデライード（950年 - 980年）の娘であるドンジー女卿マティルド（マオー）・ド・シャロン（975年頃 - ?）と再婚した。